# Drácula
Pour les articles homonymes, voir Dracula (homonymie).
Pour plus de détails, voir Fiche technique et Distribution.
Drácula, ou plus communément appelé Dracula, version espagnole, est un film américano-espagnol réalisé par George Melford en 1931. C'est une adaptation du roman Dracula de Bram Stoker, tournée en espagnol et interprétée entre autres par Carlos Villarías (en), Lupita Tovar et Barry Norton. Le film est tourné en même temps que le Dracula du cinéaste Tod Browning mettant en scène Béla Lugosi, Helen Chandler et David Manners. Ils sont tous deux produits par Carl Laemmle, le fondateur d'Universal Studios.

## Synopsis
Renfield, chargé de conclure une transaction immobilière avec le comte Drácula, se rend dans son château des Carpates, où l'aristocrate, qui s'avère être un vampire, va l'hypnotiser pour le mettre sous ses ordres. Débarqué en Angleterre, Drácula ne tarde pas à créer de nouveaux semblables parmi la société locale en commençant par la jeune Lucia, fille du directeur de l'asile…

## Fiche technique
- Titre : Drácula
- Réalisation : George Melford
- Scénario : Baltasar Fernández Cué
- Photographie : George Robinson
- Production : Carl Laemmle Jr. et Paul Kohner
- Montage : Arthur Tavares
- Genre : film fantastique
- Durée : 104 minutes
- Dates de sortie : 
  - Espagne : 20 mars 1931
  - États-Unis : 24 avril 1931

## Distribution
- Carlos Villarías : Conde Drácula
- Lupita Tovar : Eva
- Barry Norton : Juan Harker
- Pablo Álvarez Rubio : Renfield
- Eduardo Arozamena : Pr Van Helsing
- José Soriano Viosca : Dr Jack Seward
- Carmen Guerrero : Lucia Weston
- Amelia Senisterra : Marta
- Manuel Arbó : Martin